# Peter Nissen (Richter)
Peter Nissen (* 13. Mai 1946 in Elmshorn; † 14. Mai 2012) war ein deutscher Richter und Staatssekretär.

## Biografie
Nissen studierte Rechtswissenschaften und ging 1974 als Richter in den Staatsdienst des Landes Schleswig-Holstein. Er wechselte 1977 in die Verwaltungsgerichtsbarkeit, wurde 1991 zum Richter am dortigen Oberverwaltungsgericht und 1996 zu dessen Vizepräsidenten ernannt. Von 2005 bis 2006 amtierte er im Kabinett Carstensen I als Staatssekretär im Ministerium für Justiz, Arbeit und Europa des Landes Schleswig-Holstein. Er musste aufgrund einer Steueraffäre zurücktreten. Anschließend praktizierte er als Rechtsanwalt.
Nissen war seit 1968 Mitglied der SPD.